# Michel Rolland

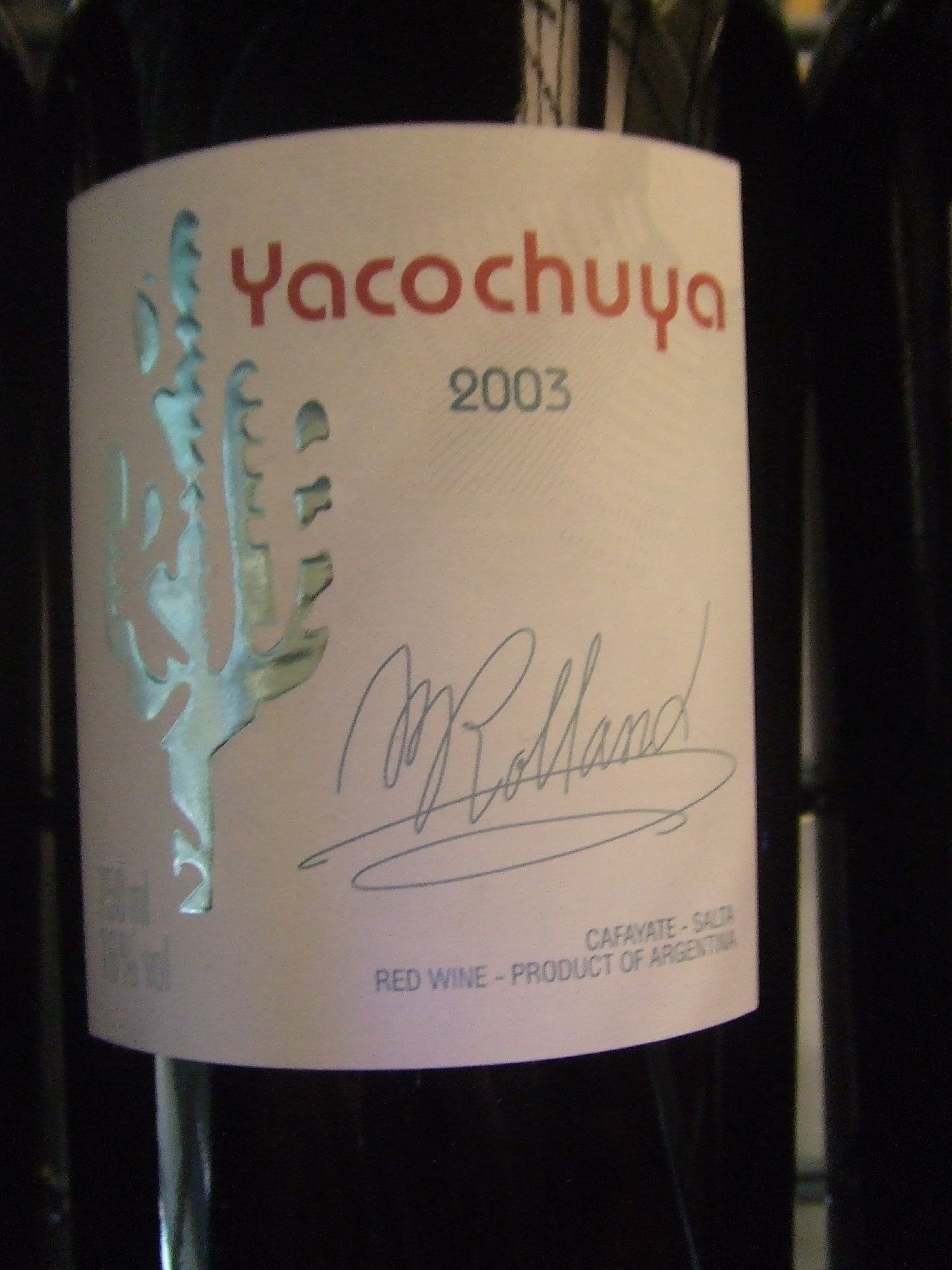
Yacochuya, vino realizado por Michel Rolland en Cafayate, Provincia de Salta (Argentina).

Michel Rolland (Libourne, 24 de diciembre de 1947) es un enólogo francés con sede en Burdeos, con cientos de clientes en 13 países diferentes y un estilo de vino influyente por todo el mundo. Prefiere vinos muy afrutados y con roble, preferencia que comparte con el crítico de vino estadounidense Robert M. Parker. Aparece destacadamente en la película crítica Mondovino como un agente de la globalización del vino. 